# Thénezay
Thénezay település Franciaországban, Deux-Sèvres megyében. Lakosainak száma 1398 fő (2022. január 1.). Thénezay Assais-les-Jumeaux, Aubigny, Doux, La Ferrière-en-Parthenay, Oroux, Pressigny, Cherves és Craon községekkel határos.

## Népesség
A település népessége az elmúlt években az alábbi módon változott:
| Lakosok száma | 1411 | 1396 | 1443 | 1403 | 1403 | 1409 | 1408 | 1404 | 1398 |
|               | 2013 | 2015 | 2016 | 2017 | 2018 | 2019 | 2020 | 2021 | 2022 |